# 唐奕
唐 奕（とう えき、タン・イー、1988年1月22日 - ）は、中華人民共和国の囲碁棋士。上海市出身、中国囲棋協会所属、三段。全国囲棋個人戦女子の部優勝2回、穹窿山兵聖杯世界女子囲碁選手権準優勝など。

## 経歴
7歳の時に父から碁を学び、2001年に国家少年隊入りして北京に移る。2002年初段。2002、03年新秀戦女子部優勝。2004年二段。2005年、07年富士通杯U-15少年戦女子組優勝。2005年女子名人戦ベスト4。2006年全国個人戦女子の部2位。2007年、郭杜杯女子精英戦決勝で葉桂を2-1で破って優勝、全国個人戦女子の部優勝、遠洋地産杯世界女子オープン戦に出場、三段。2008年正官庄杯で中国チーム4番手で出場して二人抜き。同年第1回ワールドマインドスポーツゲームズ女子団体戦で中国チームで出場して優勝。2010年穹窿山兵神杯でベスト4、2011年決勝で朴鋕恩に敗れ準優勝。
中国囲棋乙級リーグでは、2003年上海チーム、2008年はリーグ唯一の女子選手として上海建橋チームで出場。2013年からは女子甲級リーグに上海チームで出場。中国棋士ランキングでは、2007年（12月）119位、2011年98位。
好きな棋士は趙治勲、目標は芮廼偉。アンディ・ラウとセシリア・チャンのファン。碁に負けるとケンタッキーフライドチキンを食べる。

### タイトル歴
- 紅金竜杯女子新秀戦女子部 2002年
- 富士通杯U15少年囲棋戦女子組 2005、07年
- 郭杜杯女子精英戦 2007年
- 全国囲棋個人戦女子組 2007、09年
- 女子新人王戦 2009年
- 全国智力運動会 女子快棋戦優勝・女子団体優勝（上海チーム） 2011年

### その他の棋歴
国際棋戦
- 穹窿山兵聖杯世界女子囲碁選手権 準優勝 2011年、ベスト4 2010年（○芮廼偉、○謝依旻、×朴鋕恩）、12年、13年
- 遠洋地産杯世界女子プロオープン戦 出場 2007年（×謝依旻）
- ワールドマインドスポーツゲームズ 2008年女子団体戦優勝（準決勝×鈴木歩、決勝○朴志娟）
- アジア競技大会 2010年女子団体戦準優勝（予選5-0、決勝○趙惠連）
- ペア碁ワールドカップ 3位 2010年（劉星とペア）
- 正官庄杯世界女子囲碁最強戦
  - 2008年 2-1（○李夏辰、○矢代久美子、×李玟眞）
  - 2011年 1-1（○文度媛、×吉田美香）
- 黄龍士佳源杯世界女子囲棋団体選手権戦
  - 2011年 3-0（○向井千瑛、○蘇聖芳、○趙惠連）
- 華頂茶業杯世界女流囲碁団体戦
  - 2013年 2-1（×金美里、○蘇聖芳、○奥田あや）

中国棋戦
- 全国囲棋個人戦女子組 2位 2006、11年
- 女子新人王戦 準優勝 2007年
- 建橋杯女子囲棋公開戦 準優勝 2010年
- 全国智力運動会 2009年女子個人戦3位、2011年女子団体戦優勝（上海）
- 全国体育大会 2010年女子個人戦4位
- リコー杯囲棋混双戦 優勝 2009年（劉星とペア）、準優勝 2007年（王檄とペア）、08年（聶衛平とペア）
- 全国囲棋選手権戦女子组
  - 2012年（上海佰程旅行網）5-2
- 中国女子囲棋甲級リーグ戦
  - 2013年（上海北極絨、2位）6-8
  - 2014年（上海北極絨、2位）6-8